# Zatułów
Zatułów (metathorax) – trzeci i ostatni segment tułowia owada, na którym osadzona jest trzecia para odnóży i druga para skrzydeł. Płytka grzbietowa zatułowia to zaplecze (metatergum, metanotum), płytki boczne to metapleurum, zaś płytka brzuszna to zapiersie (metasternum).